# Représentations diplomatiques en Lettonie

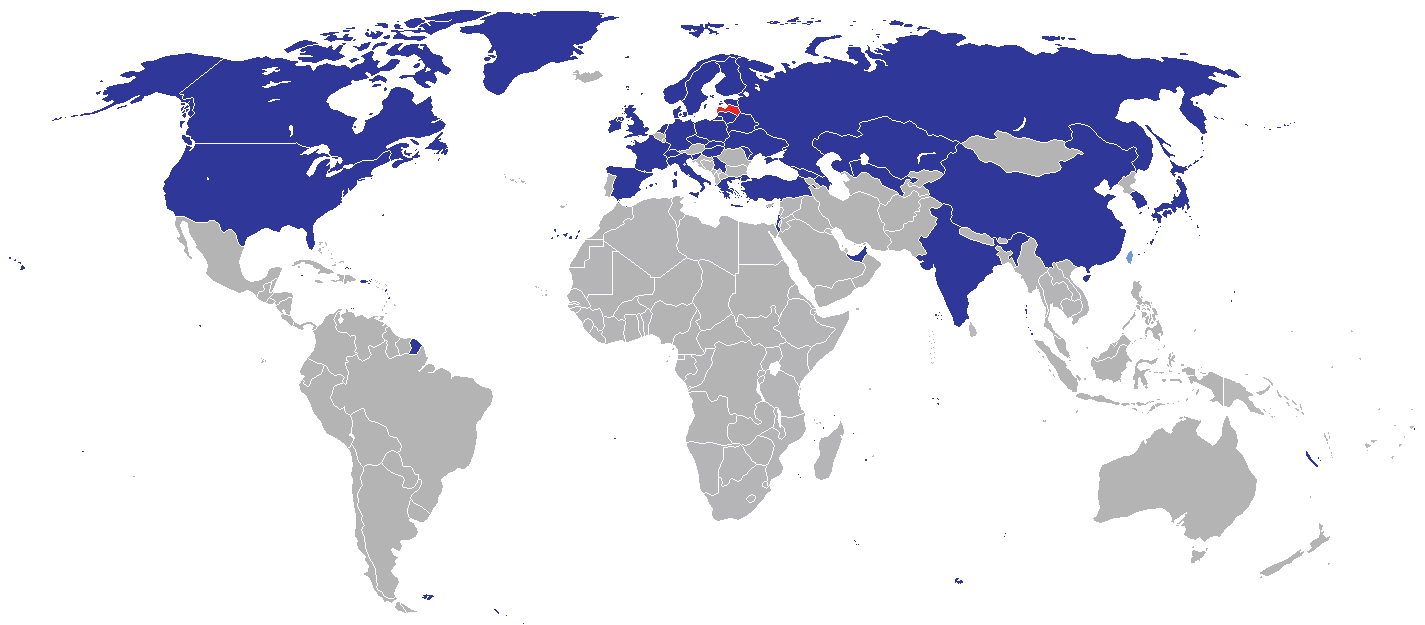
Carte des missions diplomatiques en Lettonie

Les représentations diplomatiques en Lettonie sont actuellement au nombre de 36. Il existe de nombreuses délégations et bureaux de représentations des organisations internationales et d'entités infranationales dans la capitale Riga.

## Ambassades à Riga
| - Autriche - Azerbaïdjan - Biélorussie - Canada - Chine - Tchéquie - Danemark - Estonie - Finlande - France - Géorgie - Allemagne - Grèce - Hongrie - Irlande - Israël - Italie - Japon - Kazakhstan | - Lituanie - Moldavie - Pays-Bas - Norvège - Pologne - Russie - Slovaquie - Corée du Sud - Espagne - Suède - Suisse - Turquie - Ukraine - Émirats arabes unis - Royaume-Uni - États-Unis - Ouzbékistan |

## Ambassades non résidentes
| - Arabie saoudite (Helsinki) - Inde (Stockholm) - Indonésie (Stockholm) - Maldives (Berlin) - Sierra Leone (Moscou) - Mexique (Stockholm) - Brésil (Stockholm) - Colombie (Varsovie) - Équateur (Berlin) - Pérou (Helsinki) - Égypte (Stockholm) - Côte d'Ivoire (Moscou) - Kenya (Stockholm) - République centrafricaine (Moscou) - Algérie (Varsovie) - Soudan (Stockholm) - Afrique du Sud (Stockholm) - Turkménistan (Minsk) - Maurice (Berlin) | - Papouasie-Nouvelle-Guinée (Bruxelles) - Nicaragua (Moscou) - Pakistan (Stockholm) - Thaïlande (Varsovie) - Portugal (Stockholm) - Haïti (Berlin) - Guinée (Berlin) - Argentine (Helsinki) - Malaisie (Helsinki) - Philippines (Stockholm) - Singapour (Singapour) - Kenya (Stockholm) - Bolivie (Berlin) - Lesotho (Dublin) - Koweït (Stockholm) - Niue (Wellington) - Îles Caïmans (Londres) - Laos (Stockholm) - Jordanie (Oslo) |

## Mission diplomatique
- Ordre souverain militaire et hospitalier de Saint-Jean de Jérusalem, de Rhodes et de Malte